# WKS 34 pp Biała Podlaska
WKS 34 pp Biała Podlaska – polski klub piłkarski z siedzibą w mieście Biała Podlaska, działający w latach 1922–1939.

## Historia
Chronologia nazw:
- 1922: W.K.S. [Wojskowy Klub Sportowy] 34 pp [Pułku Piechoty] Biała Podlaska
- 1939: klub rozwiązano

Wojskowy Klub Sportowy przy 34 pp (34 Pułku Piechoty), w skrócie WKS 34 pp, został założony w Białej Podlaskiej we wrześniu 1922 roku podczas przeniesienia garnizonu wojskowego na postój stały. Z inicjatywą stworzenia drużyny piłkarskiej przy garnizonie 34 Pułku Piechoty wystąpili: ppłk dypl. Franciszek Grabowski, mjr dypl. Stefan Koeba i kapral Roman Sadlik. Klub powołał sekcje: lekkiej atletyki, strzelectwo i gier zespołowych (w tym piłki nożnej) pod kierownictwem dowódcy batalionu mjr dypl. Stefana Koeba. W 1922 roku wszystkie WKS-y, jakie istniały w II Rzeczypospolitej, otrzymały odgórne polecenie przystąpienia do działających od niedawna Okręgowych Związków Sportowych. WKS 34 pp swoją działalność oparł na opodatkowaniu podoficerów i oficerów ze sztabu wojskowego (składki miesięczne), na subwencjach dowództwa pułku oraz na dochodach uzyskanych z zawodów sportowych i wynajmu obiektów sportowych. 
Jednym z pierwszych meczów piłkarzy-żołnierzy 34 Pułku Piechoty, jeszcze przed formalnym utworzeniem klubu, mogło być spotkanie towarzyskie z 22 Pułkiem Piechoty Siedlce, rozegrane 3 maja 1920 roku w Lipawie. Drużynę piłki nożnej w WKS 34 pp poprowadzili dwaj podoficerowie zawodowi - Roman Sadlik i Bogusław Sztyller (obaj byli równocześnie sportowcami klubu). Klub w pierwszych latach działalności przynależał do Lubelskiego OZPN-u. Od 1927 roku klub był włączony do Poleskiego ZOPN (z siedzibą w Brześciu nad Bugiem), biorąc udział w rozgrywkach piłkarskich najniższego szczebla. Nie zachowały się jednak materiały ani informacje dokumentujące przebieg uczestnictwa tego klubu w tych rozgrywkach. Jednym z sukcesów piłkarzy był udział w sierpniu 1927 roku w Brześciu w Mistrzostwach Dowództwa Okręgu Korpusu IX. W półfinale zespół pokonał po dogrywce 5:2 WKS 9 pac Siedlce (w regulaminowym czasie wynik 2:2), a w finale wygrał 1:0 z WKS 82 pp Brześć, a gol padł po skandalicznym błędzie bramkarza, który przepuścił piłkę między nogami. Klub z Białej zdobył tytuł Mistrzowski Dowództwa Okręgu Korpusu. W 1931 roku z inicjatywy ówczesnego dowódcy 34 pp – ppłk. dypl. Franciszka Grabowskiego klub został oficjalnie zarejestrowany.
Wiosną 1939 roku grupa podlaskich działaczy postanowiła powołać Podokręg Podlaski Lubelskiego OZPN z siedzibą w Siedlcach. W związku z tym 16 kwietnia 1939 roku na zebraniu delegatów klubów z regionu Południowego Podlasia postanowiono zgłosić akces przynależności do Lubelskiego OZPN, a wśród drużyn, które zadeklarowały przystąpienie znalazł się także WKS 34 pp. Drużyna ta miała przystąpić do rozgrywek ligowych w sezonie 1939/40. Oto skład A klasy podokręgu lubelskiego: KS Związku Strzeleckiego Siedlce, Gwiazda Siedlce, Naprzód Siedlce, WKS Siedlce, Orlęta Łuków, Podlasianka Sokołów Podlaski, Start Sokołów Podlaski, KS Związku Strzeleckiego Międzyrzec Podlaski, Strzelec Radzyń Podlaski, KS Lot Biała Podlaska i WKS 34 pp Biała Podlaska. Ale na skutek wybuchu II wojny światowej - we wrześniu 1939 roku działalność klubu została całkowicie zawieszona, a po zakończeniu II wojny światowej już nigdy nie reaktywowana.

## Sukcesy

### Trofea międzynarodowe
Nie uczestniczył w rozgrywkach europejskich (stan na 31-05-2024).

### Trofea krajowe
| \| \| Zdobyte trofea w rozgrywkach Polski (stan na: 31-05-2024) \| |                                                           |      |          |
| Rozgrywki                                                          | Osiągnięcie                                               | Razy | Sezon(y) |
| Mistrzostwo                                                        | I miejsce                                                 | 0    |          |
| Mistrzostwo                                                        | II miejsce                                                | 0    |          |
| Mistrzostwo                                                        | III miejsce                                               | 0    |          |
| Puchar                                                             | zdobywca                                                  | 0    |          |
| Puchar                                                             | finalista                                                 | 0    |          |
| II liga                                                            | I miejsce                                                 | 0    |          |
| II liga                                                            | II miejsce                                                | 0    |          |
| II liga                                                            | III miejsce                                               | 0    |          |
| Polska                                                             | Zdobyte trofea w rozgrywkach Polski (stan na: 31-05-2024) |      |          |

## Poszczególne sezony

### Rozgrywki międzynarodowe

#### Europejskie puchary
Klub nie uczestniczył w rozgrywkach europejskich.

### Rozgrywki krajowe
| \| Polska \| Bilans występów klubu w rozgrywkach piłkarskich Polski (Stan na 31 maja 2024 r.) \| \| |                                                                                  |        |       |   |   |   |    |    |     |           |        |        |      |
| Poziom                                                                                              | Rozgrywki                                                                        | Sezony | Mecze | Z | R | P | B+ | B– | Pkt | Lata      | Awanse | Spadki | Naj. |
| I                                                                                                   | Liga                                                                             | 0      |       |   |   |   |    |    |     |           |        |        |      |
| II                                                                                                  | Klasa A / Liga Okręgowa                                                          | 0      |       |   |   |   |    |    |     |           |        |        |      |
| III                                                                                                 | Klasa B / Klasa A                                                                | 0      |       |   |   |   |    |    |     |           |        |        |      |
| IV                                                                                                  | III liga / Klasa C / Klasa B                                                     | 16     |       |   |   |   |    |    |     | 1923-1939 | 0      | 0      | ?    |
| | Puchar Polski                                                                    | 0      |       |   |   |   |    |    |     |           |        |        |      |
| Polska                                                                                              | Bilans występów klubu w rozgrywkach piłkarskich Polski (Stan na 31 maja 2024 r.) |        |       |   |   |   |    |    |     |           |        |        |      |

## Struktura klubu

### Stadion
Drużyna rozgrywała swoje mecze domowe w Białej Podlaskiejie na boisku półkowym przy ulicy Warszawskiej.

## Kibice i rywalizacja z innymi klubami

### Derby
- KS Lot Biała Podlaska
- WKS 22 pp Siedlce
- ŻKS Makkabi Biała Podlaska